# Hiccoda diluta
Hiccoda diluta är en fjärilsart som beskrevs av W. Warren 1913. Hiccoda diluta ingår i släktet Hiccoda och familjen nattflyn. Inga underarter finns listade i Catalogue of Life.